# Unterseeboot 38 (1914)
Pour les autres navires du même nom, voir Unterseeboot 38.
Le sous-marin U-38 est un sous-marin allemand de la classe U-31 construit par les chantiers Germaniawerft de Kiel pour la Kaiserliche Marine. Mis à flot le 9 septembre 1914, il est armé le 15 décembre de la même année.

## Histoire
Lors de la Première Guerre mondiale, l'U-38 navigue en Méditerranée et en Atlantique.
Le 4 novembre 1915, il torpille et coule le transport de troupes français Le Calvados à 22 milles nord-ouest du cap Ivi (Ouillis), causant la mort de 740 hommes.
Au cours de la bataille de Funchal, le 3 décembre 1916, l'U-38 coule le navire porte sous-marins français Kanguroo, la canonnière Surprise de la marine nationale française et le câblier britannique Dacia dans le port de Funchal à Madère.
À la fin de la guerre, le sous-marin U-38 était le troisième sous-marin à avoir coulé le plus de navires avec 138 navires coulés pour un total de 299 985 tonnes. Le 23 février 1919, le submersible est envoyé en France.
En juillet 1921, le sous-marin est détruit à Brest.

## Sources
- (en)/(de) Cet article est partiellement ou en totalité issu des articles intitulés en anglais « SM U-38 » (voir la liste des auteurs) et en allemand « SM U 38 » (voir la liste des auteurs).